# Nieder-Schleidern
Nieder-Schleidern ist ein im Aar-Tal gelegener Ort. Er gehört zum Naturpark Diemelsee und ist einer der kleineren Stadtteile der Kreisstadt Korbach des nordhessischen Landkreises Waldeck-Frankenberg.

## Geschichte

### Überblick
Die älteste bekannte schriftliche Erwähnung von Nieder-Schleidern erfolgte unter dem Namen de Slethere im Jahr 1245 in einer Urkunde des Erzbistums Köln.
Am 1. Juli 1970 wurde die bis dahin selbständige Gemeinde Nieder-Schleidern im Zuge der Gebietsreform in Hessen auf freiwilliger Basis als Stadtteil in die Kreisstadt Korbach eingegliedert. Die Gemeinde Nieder-Schleidern hatte eine Gemarkungsfläche von 5,45 km². Für Nieder-Schleidern, wie für alle eingegliederten ehemals eigenständigen Gemeinden von Korbach, wurden Ortsbezirke mit Ortsbeirat und Ortsvorsteher nach der Hessischen Gemeindeordnung gebildet.

### Einwohnerentwicklung
| Quelle: Historisches Ortslexikon |                          |
| • 1541:                          | 10 Häuser                |
| • 1770:                          | 17 Häuser, 123 Einwohner |

| Nieder-Schleidern: Einwohnerzahlen von 1770 bis 2020 | Nieder-Schleidern: Einwohnerzahlen von 1770 bis 2020 | Nieder-Schleidern: Einwohnerzahlen von 1770 bis 2020 | Nieder-Schleidern: Einwohnerzahlen von 1770 bis 2020 | Nieder-Schleidern: Einwohnerzahlen von 1770 bis 2020 |
| --- | ---------------------------------------------------- | ---------------------------------------------------- | ---------------------------------------------------- | ---------------------------------------------------- |
| Jahr |                                                      |                                                      |                                                      | Einwohner                                            |
| 1770 | 1770                                                 |                                                      | 123                                                  | 123                                                  |
| 1800 | 1800                                                 |                                                      | ?                                                    | ?                                                    |
| 1834 | 1834                                                 |                                                      | 194                                                  | 194                                                  |
| 1840 | 1840                                                 |                                                      | 185                                                  | 185                                                  |
| 1846 | 1846                                                 |                                                      | 211                                                  | 211                                                  |
| 1852 | 1852                                                 |                                                      | 187                                                  | 187                                                  |
| 1858 | 1858                                                 |                                                      | 185                                                  | 185                                                  |
| 1864 | 1864                                                 |                                                      | 172                                                  | 172                                                  |
| 1871 | 1871                                                 |                                                      | 144                                                  | 144                                                  |
| 1875 | 1875                                                 |                                                      | 154                                                  | 154                                                  |
| 1885 | 1885                                                 |                                                      | 187                                                  | 187                                                  |
| 1895 | 1895                                                 |                                                      | 210                                                  | 210                                                  |
| 1905 | 1905                                                 |                                                      | 186                                                  | 186                                                  |
| 1910 | 1910                                                 |                                                      | 168                                                  | 168                                                  |
| 1925 | 1925                                                 |                                                      | 175                                                  | 175                                                  |
| 1939 | 1939                                                 |                                                      | 151                                                  | 151                                                  |
| 1946 | 1946                                                 |                                                      | 260                                                  | 260                                                  |
| 1950 | 1950                                                 |                                                      | 240                                                  | 240                                                  |
| 1956 | 1956                                                 |                                                      | 232                                                  | 232                                                  |
| 1961 | 1961                                                 |                                                      | 222                                                  | 222                                                  |
| 1967 | 1967                                                 |                                                      | 204                                                  | 204                                                  |
| 1971 | 1971                                                 |                                                      | 214                                                  | 214                                                  |
| 1980 | 1980                                                 |                                                      | 204                                                  | 204                                                  |
| 1990 | 1990                                                 |                                                      | 188                                                  | 188                                                  |
| 1995 | 1995                                                 |                                                      | 178                                                  | 178                                                  |
| 2000 | 2000                                                 |                                                      | 196                                                  | 196                                                  |
| 2005 | 2005                                                 |                                                      | 180                                                  | 180                                                  |
| 2010 | 2010                                                 |                                                      | 169                                                  | 169                                                  |
| 2011 | 2011                                                 |                                                      | 177                                                  | 177                                                  |
| 2015 | 2015                                                 |                                                      | 186                                                  | 186                                                  |
| 2020 | 2020                                                 |                                                      | 175                                                  | 175                                                  |
| Datenquelle: Historisches Gemeindeverzeichnis für Hessen: Die Bevölkerung der Gemeinden 1834 bis 1967. Wiesbaden: Hessisches Statistisches Landesamt, 1968. Weitere Quellen: LAGIS; Stadt Korbach; Zensus 2011 |                                                      |                                                      |                                                      |                                                      |

## Religion
Im Jahr 1482 ist die Gründung einer Kapelle mit der Weihe des Altars durch das Bistum Köln belegt.
1731 wurde eine evangelische Fachwerkkirche an Südrad des Dorfes im Talgrund der Aar errichtet. Da dieser Platz im Überschwemmungsgebiet lag, wurde sie 1958 mit verlängertem Schiff in die Ortsmitte verlegt.
Der 1894/95 errichtete katholische Schulbau wurde auch für katholische Gottesdienste genutzt. Seit dem Jahr 1938 dient er ausschließlich diesem Zweck.
Die Nieder-Schleiderner Zugehörigkeit zum Kirchspiel Eppe ist für die Jahre 1539, 1633 und später belegt. Seit 1994 zählt der Ort zum Kirchspiel „Nieder-Ense und Eppe“. Wahrscheinlich um 1530 Einführung der Reformation, die 1626 von der Rekatholisierung gefolgt wurde, worauf der Ort vorwiegend katholisch wurde.
Im Jahr 1885 waren von den 210 Einwohnern in Nieder-Schleidern 115 evangelisch, was 54,8 % entspricht, 95 Einwohner waren katholisch (84,2 %). 1961 wurden 130 evangelische  (58,6 %) und 92 katholische (41,4 %) Christen gezählt.